# Sobór Świętej Trójcy w Gorlicach
Sobór Świętej Trójcy – prawosławny sobór katedralny i cerkiew parafialna w Gorlicach. Należy do dekanatu Gorlice diecezji przemysko-gorlickiej Polskiego Autokefalicznego Kościoła Prawosławnego. Znajduje się przy ulicy św. Maksyma.

## Architektura i wyposażenie
Świątynia wybudowana w latach 1986–1991 na planie krzyża greckiego w stylu bizantyjsko-ruskim z kopułą główną i 4 kopułkami wokół. Od września 2007 w cerkwi spoczywają relikwie św. Maksyma Gorlickiego przeniesione ze Zdyni. Oprócz tego świątynia posiada cząstki Świętych Relikwii: Krzyża Pańskiego, Apostoła Andrzeja, św. Łazarza, św. Pantelejmona, Świętych Hioba i Amfilochiusza Poczajowskich, św. Hioba Uholskiego.
5 kwietnia 2014 w cerkwi umieszczono kopię Iwerskiej Ikony Matki Bożej, napisaną przez mnichów z Monasteru Iwiron na Świętej Górze Athos.

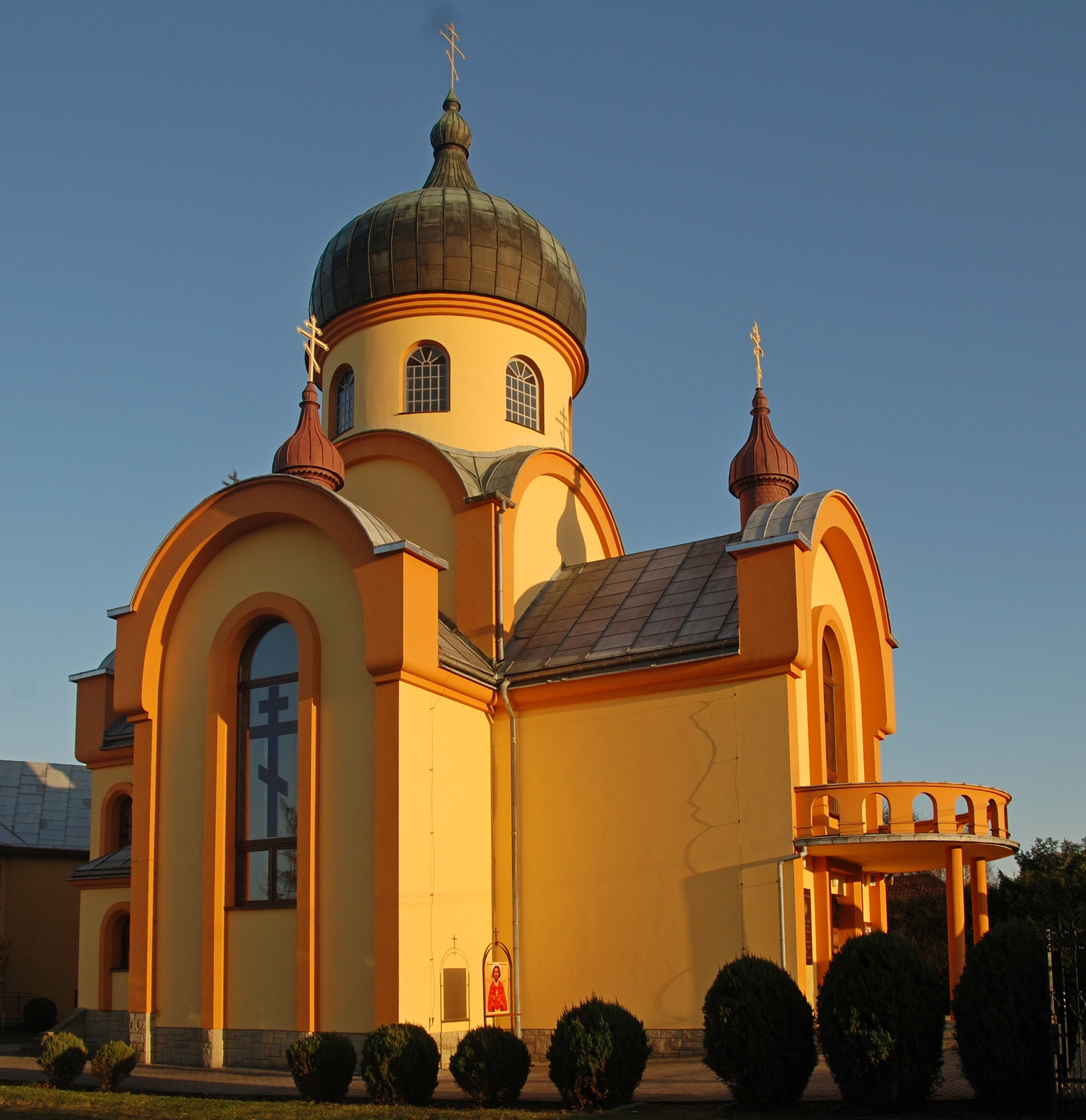
Elewacja północna
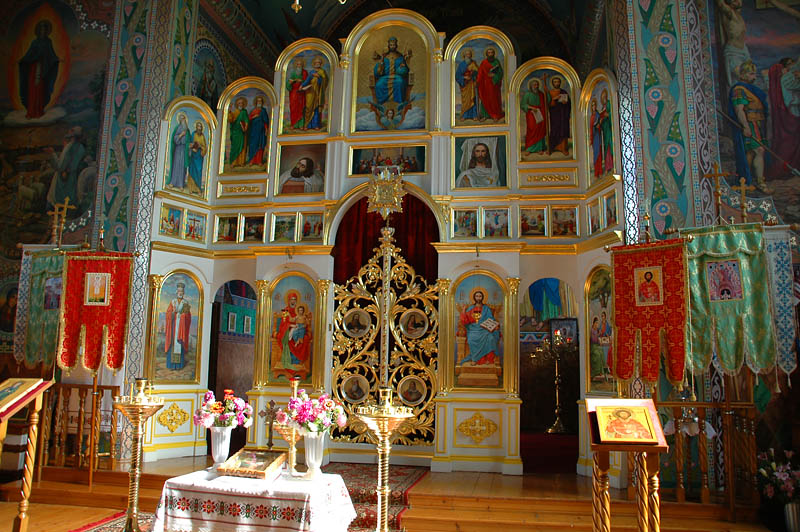
Wnętrze: ikonostas
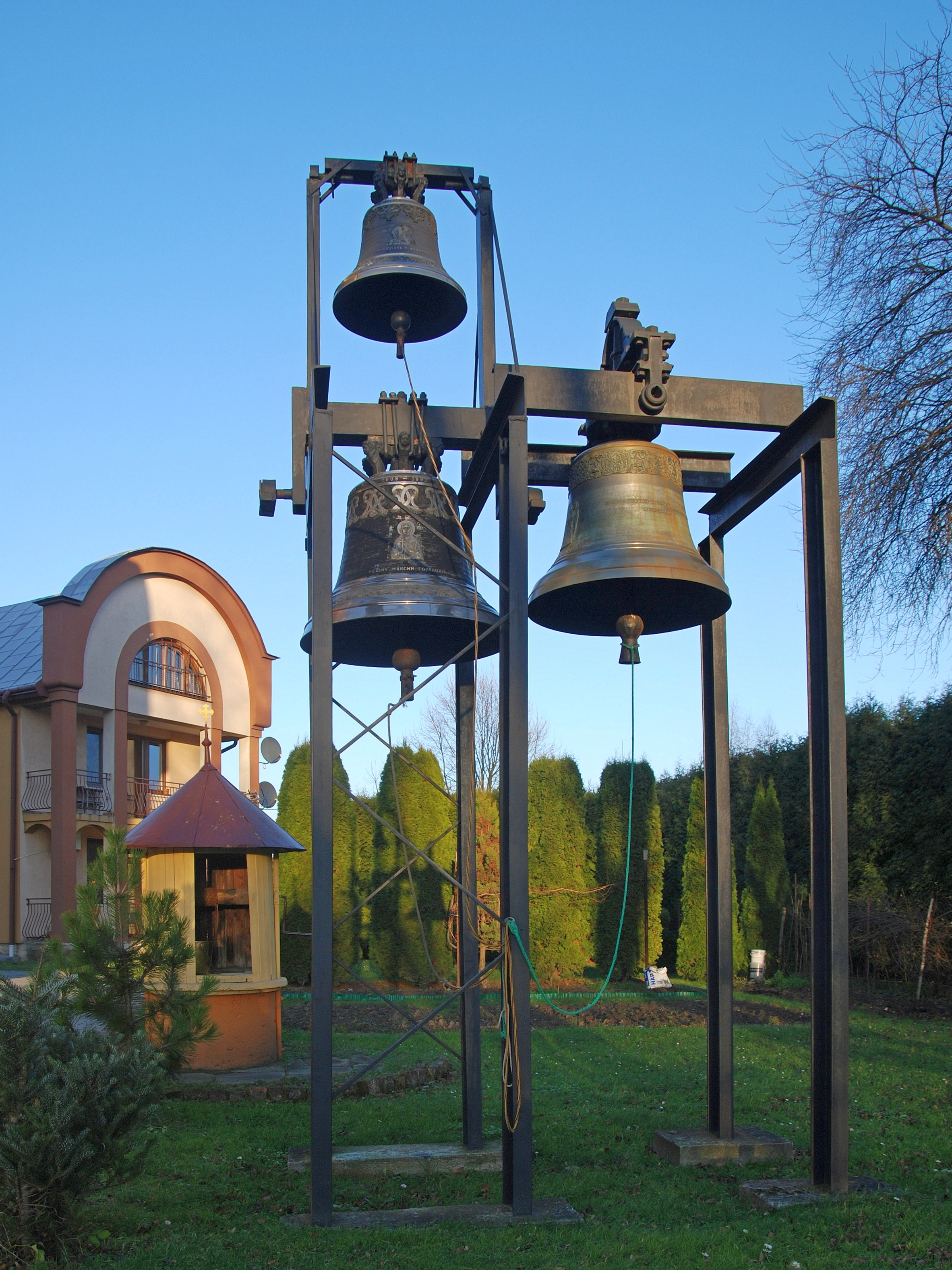
Dzwonnica

## Tytulatura
10 marca 2009 cerkiew Świętej Trójcy została katedrą biskupa gorlickiego – sufragana diecezji przemysko-nowosądeckiej.
Od 2016 świątynia jest katedrą diecezji przemysko-gorlickiej. 6 września 2016 w gorlickiej katedrze odbył się uroczysty ingres arcybiskupa Paisjusza (Martyniuka), powołanego na ordynariusza diecezji.